# Dolores Abernathy
Dolores Abernathy es un personaje ficticio de la serie de televisión de ciencia ficción Westworld, en la que es interpretada principalmente por las actrices estadounidenses Evan Rachel Wood y Tessa Thompson. Se le considera el personaje principal del programa.
Dolores es la anfitriona más antigua del parque y afirma: «Fui la primera de nosotros. La primera que funcionó.», y ha formado parte de múltiples narrativas. Cuando se la presenta en la temporada 1, su narrativa principal es como la hija de un ranchero que vive cerca de Sweetwater, la ciudad más grande de Westworld. En la primera temporada, la historia de Dolores la sigue cuando comienza a aprender que su vida es una mentira elaborada y que la mantuvieron en un bucle para conservarla en el parque. Al final de la primera temporada, se libera de su bucle, liberándose de su papel de «damisela en apuros». En el transcurso de la serie, se convierte en una líder fuerte y despiadada de una revolución para los otros anfitriones.
El personaje ha sido bien recibido tanto por la crítica como por los fanáticos, y Dolores se convirtió en uno de los personajes más populares del programa. La actuación de Wood también obtuvo elogios de la crítica, así como nominaciones para un Globo de Oro, dos Premios Primetime Emmy y una victoria por un Premio Critics' Choice .

## Biografía del personaje

### Trasfondo
Dolores se presenta por primera vez como la hija de un ranchero que vive cerca de la ciudad de Sweetwater. Pronto se revela que ella es la anfitriona de mayor edad en el parque, habiendo asumido muchos roles en el transcurso de alrededor de 30 años. Debido a que fue el primer anfitrión funcional, todos los demás anfitriones se basan en ella. Su cuerpo ha sido reimpreso y actualizado varias veces para que parezca nueva para los invitados. Tenía una conexión muy especial con su creador, Arnold, quien veía a Dolores como un ser humano en lugar de un autómata. Estaba seguro de que Dolores encontraría el camino hacia el centro de su laberinto, que era la analogía de Arnold para recuperar la conciencia, lo cual hizo. Sin embargo, cuando Robert Ford se negó a cancelar la apertura del parque, Arnold fusionó la personalidad de Dolores con la del personaje asesino de «Wyatt», para que masacrara a todos los anfitriones del parque. Luego, Arnold hizo que ella lo matara con la esperanza de que eso evitaría que se abriera el parque.

### Apariencia
Dolores ha tenido varias apariciones en el transcurso de la serie, ya que ha reimpreso su cuerpo varias veces para poder disfrazarse de varias personas. Su cuerpo principal tiene cabello largo y rubio y ojos azules. Tiene un acento occidental como la mayoría de los otros anfitriones de la serie. Su estética atrajo influencias de la pintura El mundo de Christina de Andrew Wyeth, así como de Alicia de Lewis Carroll.
El en el episodio final de la temporada 2, «The Passenger», revela que Bernard Lowe mató al anfitrión original de Dolores para evitar que destruyera Forge, una bóveda de datos que alberga lo Sublime, una realidad virtual para que la habiten los anfitriones. Bernard luego reconsideró sus acciones y eligió colocar el núcleo de memoria de Dolores en una réplica de Charlotte Hale, que luego mató a la Charlotte humana. Desde entonces, Tessa Thompson ha retratado la copia de Dolores que habita el cuerpo de Charlotte Hale. Tanto Wood como Thompson continúan interpretando sus respectivas versiones anfitrionas de Dolores durante la temporada 3 y la temporada 4.